# 去參加聯誼，卻發現完全沒有女生在場
《去參加聯誼，卻發現完全沒有女生在場》是蒼川娜娜發表於pixiv的戀愛類型日本漫畫作品，單行本由史克威爾艾尼克斯發行。正體中文版由青文出版社代理，黎維津翻譯。作品在「全國書店店員推薦漫畫2022」中獲得第13名，在「下一部漫畫大獎2021」網路漫畫部門中獲得第15名，在2023年電子漫畫大賞（日語：みんなが選ぶ!!電子コミック大賞）和《陛下，心聲泄漏！》（日語：陛下、心の声がだだ漏れです!）獲頒女性部門賞。單行本第一集在2021年的「單行本第一集年度銷量排行」中排名第42。。
2022年推出電視劇。於2024年10月到12月開始播放電視動畫。

## 故事大綱
男大學生常盤、淺蔥、萩第一次參加聯誼會，到場後才發現對方也是三位男性，連一個女生都沒有。在雙方確認後，他們才得知對方是穿著男裝的三位女大學生：蘇芳、琥珀、藤，她們因為在男裝酒吧打工而身穿男裝。儘管男方因為對方的外在形象而十分緊張，但雙方還是相談甚歡，並在進一步的交往後配成三對。

## 登場人物
蘇芳（聲優：小松未可子，演員：七海弘希）
女性。迷戀同一所大學的研修班學生常盤，因此接近他並邀請對方參加集體約會。但對方十分鈍感，所以自己在有必勝的把握前不會出手。在一家男裝酒吧打工，打工期間裝扮成「王子」的外型，氣場閃閃發光。此外，當她打扮成男人時，她對常盤的態度變得更加大膽，行事風格積極主動，似乎樂於利用自己的氣質調戲男生們。她的兼職同事說她有一種奇怪的距離感，由於打工的緣故，有時會女扮男裝來大學；即使在原本女性狀態下她也很美麗，在動畫第3集中有出現女性模樣，但由於她有意識地隱藏自己的存在，完全不引人注意。總是不知不覺間出現在常盤身邊。常盤點餐時為他提供了沉浸式服務。後來在女裝形態時與常盤出門，被女粉看到誤以為常盤出軌，最後以女裝的自己是自己的妹妹為由搪塞過去。露營活動中向常盤委婉表達了心意。
常盤（聲優：武内駿輔，演員：井上想良）
男性。蘇芳的研討會夥伴。他們是同一個研討班的學生，但似乎關係並不是特別親密，直到蘇芳邀請他去集體約會。有著不起眼的外表和嚴肅的性格。他對愛情麻木不仁，有時卻會不知不覺的做出曖昧的舉動或話語，完全不知道蘇芳對他的感覺。平日裡兩人關係屬於逐步升溫的狀態，但離真正表露心意不知還有多遠。
藤（聲優：悠木碧，演員：瀬戸かずや）
女性。蘇芳的兼職同事，參加了與她的一次集體約會。以一個女人來說她身高很高。女扮男裝打工的時候是「無精打采」的性格，像是精神低落、倦怠的帥哥。她的真面目是一位戴著眼鏡、留著網狀短髮的美麗女子。她的個性和女扮男裝時一樣。腐女，會出成人漫畫的BL同人誌，經常邀請淺蔥擔任模特兒和漫畫助手。不過會觀察周遭環境並因勢利導，常常在別人打拉扯的時候，和淺蔥很開心地在一起玩，兩人的情感目前只在微微表露出戀愛端倪的狀態。
淺葱（聲優：堀江瞬，演員：小西詠斗）
男性。是常盤的大學朋友，和他一起參加了一次集體約會。性格容易親近他人，對什麼事都有點興趣。不知為何與藤很合得來，會協助她的創作活動。
琥珀（聲優：東山奈央，演員：如月蓮）
女性。蘇芳的兼職同事，有時會成為蘇芳和藤的吐槽者。真面目是一位留長馬尾的美麗女子。她在男裝酒吧的人設是霸道系，但真實個性相當認真老實，行為舉止相當有傳統印象中「可愛女生」的氣質。會果斷制止朋友的出格行為。相當愛吃甜食。與萩的關係微妙，萩想與琥珀變得更親近卻不知如何是好，琥珀面對萩時又常常察覺不到他的心意。有一次她去萩家送點心時看到萩的姊姊，誤以為他已經和女人同居，感到尷尬直接逃跑。後來在露營活動中消除誤會。於學園祭上聽到萩在背後誇自己可愛，羞得一段時間都不敢和他見面。後來向淺蔥詢問後終於知道萩喜歡的是自己。
萩（聲優：梶原岳人，演員：増子敦貴）
男性。是常盤的大學朋友，和他一起參加了一次集體約會，總之就是想和女孩子搞好關係。但聯誼會的情況出乎了他的意料，帥氣女子成了他心中的鴻溝，為此苦惱不已。
撫子（聲優：近藤玲奈）
常盤的大學女同學，千草的朋友，非常喜歡蘇芳的SSR王子形象，並對常盤與蘇芳的關係表示嫉妒。
千草（聲優：高柳知葉）
常盤的大學女同學，撫子的朋友，非常喜歡蘇芳的SSR王子形象，並對常盤與蘇芳的關係表示嫉妒。
烏羽（聲優：河瀨茉希）
女性。蘇芳、藤和琥珀在男裝酒吧Rose的一位同事，在工作中扮演爽朗狗狗系的角色。
榛（聲優：青山吉能）
女性。蘇芳、藤和琥珀在男裝酒吧Rose的一位同事，在工作中扮演大哥系的角色。
萩的姊姊（聲優：伊藤靜）
和弟弟萩一起同住。在見到女扮男裝的琥珀後，於完全不知道對方真面目的情形下，以為她是一位帥哥。

## 出版書籍
| 卷數 | 史克威爾艾尼克斯 | 史克威爾艾尼克斯       | 青文出版社     | 青文出版社             |
| 卷數 | 發售日期         | ISBN                   | 發售日期       | ISBN                   |
| ---- | ---------------- | ---------------------- | -------------- | ---------------------- |
| 1    | 2021年2月12日    | ISBN 978-4-7575-7096-2 | 2022年12月14日 | ISBN 978-6-2634-0211-9 |
| 2    | 2021年9月10日    | ISBN 978-4-7575-7476-2 | 2023年6月19日  | ISBN 978-6-2634-0939-2 |
| 3    | 2022年4月12日    | ISBN 978-4-7575-7770-1 | 2023年12月28日 | ISBN 978-6-2636-2596-9 |
| 4    | 2022年10月12日   | ISBN 978-4-7575-8203-3 | 2024年4月15日  | ISBN 978-6-2638-3045-5 |
| 5    | 2023年4月12日    | ISBN 978-4-7575-8523-2 | 2024年5月9日   | ISBN 978-6-2638-3341-8 |
| 6    | 2023年10月12日   | ISBN 978-4-7575-8852-3 | 2024年10月30日 | ISBN 978-6-2639-9560-4 |
| 7    | 2024年4月12日    | ISBN 978-4-7575-9151-6 | 2025年3月26日  | ISBN 978-6-2642-2195-5 |
| 8    | 2024年9月12日    | ISBN 978-4-7575-9418-0 | 2025年7月25日  | ISBN 978-6-2642-2785-8 |
| 9    | 2025年4月12日    | ISBN 978-4-7575-9794-5 |                |                        |

## 電視劇
改編電視劇由竹本聰志、酒見顯守、尾形正喜執導，赤尾でこ和保木本真也編劇，2022年10月21日（20日深夜）至12月23日（22日深夜）於關西電視台播出，共10集。

### 登場人物
- 蘇芳：七海弘希
- 常盤：井上想良
- 藤：瀨戶かずや
- 淺蔥：小西詠斗
- 琥珀：如月蓮
- 萩：增子敦貴
- ：小槙真子
- ：辻凪子

### 製作團隊
- 編劇：赤尾でこ、保木本真也
- 配樂：若林タカツグ
- 主題曲：七海弘希・瀨戶かずや・如月蓮・井上想良・小西詠斗・增子敦貴「HEART BEAT」
- 插入曲：七海弘希「2人の物語」
- 導演：竹本聰志、酒見顯守、尾形正喜
- 執行製作人：中畠義之、吹田沙矢、米田理惠、稻垣龍一郎
- 製作人：水川薫、橫山勇人、伊藤茜
- 制作協力：MEDIA PULPO
- 制作著作：關西電視台

### 劇情大綱
| 集數 | 標題                                          | 編劇       | 演出     | 上線日期       |
| --- | --------------------------------------------- | ---------- | -------- | -------------- |
| 1 | 去參加聯誼卻發現完全沒有女生在場的故事 （）   | 赤尾凸     | 竹本聡志 | 2022年10月21日 |
| 男大學生常盤、淺蔥、萩第一次參加聯誼會，到場後才發現對方也是三位男性，並無奈地開始聯誼。雙方玩國王遊戲破冰，讓常盤等三人非常緊張，嚇得跑進廁所。之後對方傳來她們平時的打扮，他們才知道對方是穿著男裝的三位女大學生：蘇芳、藤、琥珀。六人到卡拉OK續攤，本想靠歌藝贏過對方並要求她們穿女裝，但常盤卻落敗並被迫穿上女裝，遭到蘇芳戲弄。 |                                               |            |          |                |
| 2 | 無論何時遇見她都完全沒有女生在場的故事 （）   | 保木本真也 | 竹本聡志 | 2022年10月28日 |
| 次日，在課堂上的常盤對前晚的聯誼抱持滿腹疑惑，喬裝後的蘇芳坐在他隔壁，並解釋自己和琥珀、藤都在男裝酒吧兼職，因此身穿男裝。蘇芳因為外表帥氣，在學校被稱為「SSR王子」並有著狂熱粉絲，下課後，王子的粉絲纏住常盤，質問他和王子的關係，蘇芳聲稱兩人暫時還是朋友，並直接把常盤帶走。藤請淺蔥擔任漫畫取材對象，並將他推倒在地，拍攝遭到俘虜的姿勢。萩對於淺蔥、常盤都迅速與聯誼對象拉近關係感到不滿，雖然他聲稱琥珀不是自己喜歡的類型，但在琥珀為他擋下濺起的水花，他還是感到心動。蘇芳注意到琥珀和萩的互動，便要常盤等人到男裝酒吧。 |                                               |            |          |                |
| 3 | 到打工的地方卻發現完全沒有女生在場的故事 （） | 保木本真也 | 竹本聡志 | 2022年11月4日  |
| 常盤和淺蔥到男裝酒吧，發現蘇芳在店裡廣受歡迎，常盤顯得沒有自信，蘇芳得知常盤曾去過女僕咖啡廳後顯得不是滋味，便要藤拿出菜單。常盤並在蘇芳餵自己吃壁咚三明治、以及一起用番茄醬為蛋包飯繪畫時顯得害羞。琥珀不清楚如何在店裡詮釋霸氣總裁的人物設定，便向藤請教做法，但她始終無法成功演繹，直到得知萩沒有來酒吧後，她才成功以霸氣總裁的形象做出反應。在常盤離去後，蘇芳企圖在下次呈現反差萌，以拉近和他的關係。 |                                               |            |          |                |
| 4 | SSR王子的周圍完全沒有女生在場的故事           | 赤尾凸     | 酒見顕守 | 2022年11月11日 |
| 常盤因為忘記做作業而向蘇芳求助，但他卻找不到蘇芳，原來這天蘇芳並未身穿男裝，常盤對女裝扮相的蘇芳感到心動。為了答謝蘇芳讓自己抄作業，常盤答應和她一起到居酒屋飲酒，中途兩人一起拍了大頭照，但常盤羞得別過頭去。在居酒屋，蘇芳問常盤許多問題，把他迷得神魂顛倒，常盤喝完酒後不再緊張，蘇芳再次提出拍照邀約，並問他喜歡什麼樣的女生。常盤醉倒後躺在蘇芳的大腿上，蘇芳藉機吻了他。 |                                               |            |          |                |
| 5 | 赴約後發現完全沒有女生在場的故事 （）         | 保木本真也 | 酒見顕守 | 2022年11月18日 |
| 琥珀約萩見面，萩誤以為琥珀在生自己的氣，赴約後才知道琥珀只是在扮演霸氣總裁。兩人化解誤會後，萩仍然對自己不知道是否該對男裝琥珀心動感到疑慮，雖然偶有雞同鴨講的情況，但兩人還是成為朋友。藤要淺蔥到自己的住處，擔任自己的漫畫助手。藤生怕淺蔥得知自己在畫BL色情漫畫會落荒而逃，便聲稱漫畫是戰鬥題材，漫畫完成後，淺蔥照顧累垮的藤直到早上。 |                                               |            |          |                |
| 6 | 去動物園約會卻發現完全沒有女生在場的故事 （） | 保木本真也 | 酒見顕守 | 2022年11月25日 |
| 蘇芳開休旅車帶眾人到動物園約會，六人分成三組行動。琥珀在可愛動物區撫摸豚鼠，萩也認為琥珀非常可愛；淺蔥被爬蟲類嚇得半死，藤拍下他受驚的照片，之後護著他離開；蘇芳和常盤觀賞老虎時，蘇芳表示希望能像老虎一樣堂堂正正，之後兩人遇見走失的孩童，錯過看貓熊的機會，但蘇芳並不覺得可惜。常盤穿上向動物園工作人員借來的貓熊裝，並買下貓熊吊飾，博得蘇芳一笑。 |                                               |            |          |                |
| 7 | 去同人展發現太尊了的故事 （）                 | 赤尾でこ   | 尾形正喜 | 2022年12月2日  |
| 藤找淺蔥參加同人展，並給他繫上項圈，命令他不能讀同人誌的內容。藤因臨時有要事，請淺蔥暫時擔任店員。淺蔥遇到非常熱愛藤卻又害羞地不敢直接見她的讀者，便鼓勵她在買完同人誌後，親自將謝禮交給藤。藤回到攤位後，讀者被藤迷得緊張萬分，迅速送出謝禮後便匆匆奔離。同人展結束後，藤換上女裝，和淺蔥在家開慶功宴，也以他為模特兒拍攝許多照片作為漫畫參考資料。蘇芳得知淺蔥在藤的住處過夜後，感覺自己輸人一截。 |                                               |            |          |                |
| 8 | 被撩了卻發現完全沒有女生在場的故事 （）       | 保木本真也 | 尾形正喜 | 2022年12月9日  |
| 萩因為自己對男裝琥珀抱持好感而心神不寧，他希望知道自己是否是男同性戀，便請蘇芳撩自己，萩發現自己未對蘇芳產生心動感。在和琥珀談論此事後，雙方都表示對彼此有好感，但萩不願承認，琥珀也心神不寧，藤試圖出謀劃策，也都不見其效，而蘇芳在和常盤上街買情侶裝後想到了好辦法。 |                                               |            |          |                |
| 9 | 去露營卻發現完全沒有女生在場的故事・前篇 （） | 赤尾凸     | 竹本聡志 | 2022年12月16日 |
| 在蘇芳提議下，六人到山上露營。雖然萩和琥珀起初依然維持尷尬的關係，但在兩人把話說開後，終於化解誤會。然而另一方面，常盤完全沒能察覺蘇芳在追求自己，蘇芳見到兩個小孩在沒有大人陪伴下進入深山，便跟著他們，並在兩人迷路時救他們出去，但蘇芳隨後不慎摔落山坡，昏迷不醒。 |                                               |            |          |                |
| 10 | 去露營卻發現完全沒有女生在場的故事・後篇 （） | 赤尾凸     | 竹本聡志 | 2022年12月23日 |
| 常盤聽到迷路小孩的談話，判斷蘇芳被困在山中，在藤的建議下，他唱起〈森林裡的熊先生〉尋人，不久後便得到蘇芳回應。常盤揹著蘇芳走出森林，細數她的優點，並問她為何邀請自己去聯誼，之後蘇芳向常盤告白。露營結束後的某日，三對伴侶的生活回歸日常，故事以他們參加聯誼作結。 |                                               |            |          |                |

## 電視動畫

### 主題曲
片頭曲 (Merry-go-round-time)
演唱、作詞：Nasuo，作曲：，編曲：CotaLow、Gyoxa.
片尾曲 (Crown Game)
演唱：ASOBI同盟，作詞：，作曲：，編曲：KaoruP

### 各話列表
| 話數   | 標題                                               | 劇本     | 分鏡     | 演出                | 作畫監督                                                                                 | 總作畫監督          | 首播日期       |
| ------ | -------------------------------------------------- | -------- | -------- | ------------------- | ---------------------------------------------------------------------------------------- | ------------------- | -------------- |
| 第1話  | 去參加聯誼卻發現×××的故事                          | 赤尾凸   | 古賀一臣 | 古賀一臣            | 高阪花世、大塚多惠子、須田力也、Big Owl                                                  | 田邊陽子            | 2024年 10月5日 |
| 第2話  | 去酒吧後×××的故事                                  | 山下憲一 | 西田正義 | 白石道太            | 關美穗乃、、日影工房、 、半扇門、Big Owl、無錫楓衡文化傳媒、 朱央、鄭峰 、               | 田邊陽子、 高阪花世 | 10月12日       |
| 第3話  | 去居酒屋後×××的故事                                | 赤尾凸   | 西田正義 | 前園文夫            | 有賀建真、齋藤綠、大塚多惠子、高橋晃平                                                   | 田邊陽子、 高阪花世 | 10月19日       |
| 第4話  | 去動物園後×××的故事                                | 山下憲一 | 西田正義 | 小林一三            | 宇都木勇、丸英夫、齋藤綠、 南伸一郎、飯飼一幸、服部憲知、竹之内裕紀、 、                 | 田邊陽子、 高阪花世 | 10月26日       |
| 第5話  | 去Comike後×××的故事                                | 赤尾凸   | 松本佳久 | 松本佳久            | 、櫻井拓郎、飯飼一幸、嘉村弘之、 金正男、、半扇門、                                      | 田邊陽子、 高阪花世 | 11月2日        |
| 第6話  | 去家裡後×××的故事                                  | 山下憲一 | 西田正義 | 古賀一臣            | 有賀建真、、半扇門、李慶、鄭峰、 朱央、無錫楓衡文化傳媒、                                | 田邊陽子、 高阪花世 | 11月9日        |
| 第7話  | 去露營後×××的故事                                  | 赤尾凸   | 西田正義 |                     | 田之上慎、齊藤香織、studio Cj、朴乾河                                                    | 田邊陽子、 高阪花世 | 11月16日       |
| 第8話  | 去學校後xxx的故事                                  | 山下憲一 |          | 白石道太            | Big Owl、、 、朱央                                                                       | 田邊陽子、 高阪花世 | 11月23日       |
| 第9話  | 去夏日祭典後×××的故事                              | 山下憲一 | 松本佳久 | 松本佳久、 内堀雅人 | 關美穗乃、有賀建真、 、半扇門、鄭鋒、 無錫楓衡文化傳媒、                                 | 田邊陽子、 高阪花世 | 11月30日       |
| 第10話 | 去家裡後×××的故事                                  | 山下憲一 | 西田正義 | 小野田雄亮          | 宇津木勇、丸英夫、齊藤香織、 南伸一郎、安彦守、中村与史子、 金田榮二、池田佳織、柳孝相、 | 田邊陽子、 高阪花世 | 12月7日        |
| 第11話 | 去海邊後×××的故事                                  | 山下憲一 |          | 前園文夫            | 齋藤、無錫楓衡文化傳媒有限公司、 鄭州点線一幀文化傳媒有限公司、 丁亓舒、王嘉健、金波     | 田邊陽子、 高阪花世 | 12月14日       |
| 第12話 | 去參加聯誼後 遇見的人讓我覺得自己 不用再參加聯誼了 | 赤尾凸   | 古賀一臣 | 古賀一臣            | 浜邊有希、BigOwl、陳結琼                                                                 | 田邊陽子、 高阪花世 | 12月21日       |

### BD
| 卷數 | 發售日期       | 收錄話數      | 規格編號  |
| ---- | -------------- | ------------- | --------- |
| 1    | 2024年12月25日 | 第1話—第3話   | GNXA-2571 |
| 2    | 2025年1月31日  | 第4話—第6話   | GNXA-2572 |
| 3    | 2025年2月28日  | 第7話—第9話   | GNXA-2573 |
| 4    | 2025年3月28日  | 第10話—第12話 | GNXA-2574 |

## 外部連結
- 漫畫連載網站（日語）
- 蒼川なな的pixiv（日語）
- 去參加聯誼，卻發現完全沒有女生在場｜關西電視台（日語）
- 電視劇的X（前Twitter）（日語）
- 電視劇的Instagram帳戶（日語）
- 電視動畫《去參加聯誼，卻發現完全沒有女生在場》官方網站 （页面存档备份，存于） （日語）